# Каллистрат
Каллистра́т (др.-греч. Καλλίστρατος — «прекрасный воин») — мужское имя древнегреческого происхождения.

## Некоторые известные носители
- Каллистрат — александрийский грамматик II века до н. э.
- Каллистрат (410 до н. э. —) — сын Калликрата, влиятельный афинский оратор.
- Каллистрат Византийский (ум. 304) — святой.
- Каллистрат — софист II или III века.
- Жаков, Каллистрат Фалалеевич — российский этнограф, философ, писатель.
- Каллистрат (1866—1952) — архиерей Грузинской православной церкви, Католикос-Патриарх всея Грузии.
- Каллистрат (Романенко) — архиерей Русской православной церкви, архиепископ Бежецкий и Удольский.
- Каллистрат (Маргалиташвили) (1938—2019) — архиерей Грузинской православной церкви, митрополит Кутаисский и Гаенатский.